# Агнеса де Пуатье
Агнеса де Пуатье (фр. Agnès d'Aquitaine, нем. Agnes von Poitou; ок. 1025 — 14 декабря 1077, Рим) — императрица Священной Римской империи, супруга императора Генриха III и мать императора Генриха IV, регент империи в 1055—1061 годах.

## Биография
Агнеса де Пуатье была дочерью герцога Аквитании и графа Пуату Гильома V и его супруги, Агнесы Бургундской. В 1043 году в Майнце она была коронована как королева Германии, а 21 ноября того же года обручена с Генрихом III. Коронация их обоих императорской короной состоялась в Риме 25 декабря 1046 года. Агнеса была второй по счёту супругой Генриха; первая его жена, Гунхильда Датская, скончалась от малярии. Брак с Агнесой имел для Генриха в первую очередь политические резоны — этим он завязывал дружественные и родственные отношения со знатнейшими французскими фамилиями, имевшими влияние на французского короля, а также укреплял свои позиции в пограничной Бургундии, родине Агнесы по матери.
Агнеса была образованной и благочестивой девушкой, имевшей тесные связи с Клюнийским аббатством. Как и её супруг, она не поощряла распущенность и разгульность придворной жизни. Так, на свадьбе Генриха и Агнесы были отменены обычные в таких случаях выступления шутов и акробатов, странствующих фигляров. Она также поддержала попытки мужа ввести в Германии обычаи Божьего мира (treuga dei), прекратить обычные для страны бесконечные распри и кровную месть. Впрочем, при жизни Генриха III Агнеса, родившая шестерых детей, открыто не выступала на политической сцене.
После смерти мужа 5 октября 1056 года Агнеса взяла на себя, в качестве регента при малолетнем, но уже коронованном наследнике Генрихе IV, власть над страной. В начале своего правления Агнесе помогали в проведении политики, начатой её супругом, крёстный наследника, клюнийский аббат Гуго Клюнийский и римский папа Виктор II. Основной заботой Агнесы было поддержание мира в империи. Виктор II, которому в своё время Генрих III помог стать папой, теперь заботился о поддержании равновесия между короной, дворянством Империи и её епископатом.
Со временем Агнеса попыталась утвердиться среди германской знати, поощряя её дарениями крупных ленов. Так, в 1056 году она передала герцогство Каринтию Конраду III, в 1057 году — Швабию — Рудольфу Швабскому, получившему также в управление и Бургундию. Герцогство Бавария она передала в 1061 году опытному военачальнику, саксонскому графу Оттону Нордхеймскому — так как в связи с обострением отношений с Венгрией ей нужен был прочный рубеж на юго-востоке империи. Оттону Нордхеймскому удалось посадить на венгерский трон Саломона из династии Арпадов, женившегося в 1063 году на дочери Агнесы, Юдит. Агнеса пользовалась в стране исключительным уважением и авторитетом. В то же время все эти земельные пожалования объективно способствовали ослаблению центральной власти и самой Салической династии.
В 1057 году скончался папа Виктор II, и в политике Агнесы в отношении римской курии начались изменения. Новый папа Николай II издал декрет, определявший новый порядок избрания пап, а именно только посредством голосования кардиналов — что шло в противоречие как с интересами империи, так и римского нобилитета. Отношения между Римом и Империей начали быстро ухудшаться. После смерти Николая II 19 июля 1061 года, кардиналы избрали новым папой епископа Лукки Ансельма (папа Александр II). В ответ на это Агнеса выдвинула своего кандидата — епископа Пармы Кадалуса (антипапа Гонорий II). Так началась длительная схизма, закончившаяся лишь на соборе в 1064 году свержением Гонория II. Поражение в этой религиозной борьбе нанесло императрице весьма ощутимый удар, она также вынуждена была разделить вину за раскол в имперской церкви, вызванный всеми этими событиями.
Считая себя ответственной за кризис в церкви и поражение в проводимой ею в отношении Рима политике, Агнеса удалилась от мира и активной политической деятельности, готовя себя к духовной жизни (предположительно в ноябре 1061 года). Как «субрегент» ею был назначен епископ Генрих Аугсбургский. Это назначение Генриха не нашло понимания у многих знатных людей Германии, полагавших, что в его основе лежит позорная любовная связь между ним и императрицей. Воспитание же юного Генриха IV министериалами, то есть людьми несвободными и «не имеющими происхождения», привело к заговору и открытому выступлению в 1062 году, когда юный император был похищен группой дворян во главе с архиепископом Кёльнским Анно, и доставлен в дюссельдорфский бург Кайзерверт, где далее воспитывался.
После событий в Кайзерверте Агнеса вела религиозную, духовную жизнь. В то же время она оставалась в миру и не решалась уйти, как она желала, в монастырь, до достижения её сыном совершеннолетия — как единственный гарант его восшествия на трон и продолжения Салической династии в империи. Лишь после вступления Генриха IV в его суверенные права в марте 1065 года его мать смогла осуществить давно задуманное ею путешествие в Италию. Здесь Ангеса подолгу жила в монастыре Фруттуария, поддерживала монастыри Монтекассино и Субьяко. Выступала также советником пап Александра II и Григория VII, защищая при этом интересы своего сына Генриха IV. Умерла в 1077 году в Риме, похоронена в Соборе Святого Петра.

## Дети
- Адельгейда[англ.] (1045—1096), аббатиса Кведлинбурга и Гандерсгеймского монастыря;
- Гизела (1047—1053);
- Матильда[англ.] (1048—1060), с 1059 замужем за Рудольфом Швабским, герцогом Швабским, с 1077 антикоролём Германии;
- Генрих IV (1050—1106), с 1056 король, в 1084—1106 император Священной Римской империи;
- Конрад II, (1052—1055) герцог Баварии;
- Юдит (1054—1092/1096), замужем первым браком за Саломоном (ум. 1087), королём Венгрии (с 1063); вторым браком с 1089 за Владиславом I Германом, (ум. 1102), князем Польским.